# La Bru (film, 1972)
Pour les articles homonymes, voir La Bru.
Pour plus de détails, voir Fiche technique et Distribution.
La Bru ou La Belle fille (en russe : Невестка, Nevestka) est un film soviétique de 1972 réalisé par Khodjakouli Narliev.

## Synopsis
À la fin de la seconde guerre mondiale, le vieil Ana-aga attend le retour de son fils avec sa belle-fille Ogoulkeïk. Ils vivent isolés dans une yourte du désert du Karakoum, où ils élèvent leur troupeau.

## Fiche technique
- Titre : La Bru
- Titre alternatif : La Belle Fille
- Titre original : Невестка - Nevestka
- Réalisation et scénario : Khodjakouli Narliev
- Photographie : Anatoli Ivanov
- Direction artistique : Annamamed Hodjanyazov
- Musique : Redzhep Redzhepov
- Son : Chaly Annakhalov
- Costumes: Roza Koulieva
- Maquillage : Nikolaï Korobko
- Production : Turkmenfilm
- Format : Couleur
- Genre : Drame
- Durée : 81 minutes
- Dates de sortie : 
  -  Union soviétique : 23 décembre 1972

## Distribution
- Maya Almedova : Ogoulkeïk
- Hodzhan Ovezgelenov : Anna Aga
- Hodjaberdy Narliev : Murad
- Aynabat Amanlieva : Bibitach
- Hommat Mullyk : Nazar
- Ogulkurban Durdyeva : Tuvak Edze
- Arslan Muradov : Arslan
- Mergen Nijazov : chauffeur
- Gozel Ajmedova

## Récompenses
- Prix spécial MKF à Locarno en 1972.
- Prix d'État de l'URSS en 1973, pour Khodjakouli Narliev.

## Autour du film
- Ce film a été réalisé lorsque le Turkménistan faisait partie de l'URSS.
- Maya Almedova (l'actrice principale), a épousé le réalisateur après le tournage.